# Route 7B (Colombie-Britannique)
La Route 7B, aussi connue comme la Mary Hill Bypass, est une route de 7,27 km (4,52 mi) entre Coquitlam et Port Coquitlam. La Mary Hill Bypass a été numérotée en 1996, lorsqu'elle a été élargie de deux à quatre voies au nord de Broadway. La route 7B rencontre la route 7 à ses deux extrémités, de même que la route 1 à son extrémité ouest.

## Description du tracé
La Mary Hill Bypass débute à une intersection avec United Boulevard à Coquitlam. À l'ouest de cette intersection, des bretelles la relient aux routes 1 et 7 (en direction ouest seulement). Pour accéder aux routes en direction est, il faut emprunter United Boulevard. Après avoir traversé la rivière Coquitlam, la route continue vers l'est et croise une intersection majeure menant au centre-ville de Port Coquitlam. Continuant vers l'est, la Mary Hill Bypass passe par d'autres intersections majeures et entre dans un parc industriel. Elle passe sous une voie ferrée et prend fin alors qu'elle rencontre la route 7.

## Intersections majeures
| District régional | Ville          | km   | Destinations                                                                                               | Notes                           |
| ----------------- | -------------- | ---- | --- | ------------------------------- |
| Metro Vancouver   | Coquitlam      | 0,00 | BC-1 ouest / BC-7 ouest (Lougheed Highway) / United Boulevard – Centre-ville de Coquitlam, Hope, Vancouver | Échangeur; sortie 44 de la BC-1 |
| Metro Vancouver   | Port Coquitlam | 7,27 | BC-7 (Lougheed Highway) – Coquitlam, Maple Ridge                                                           | Échangeur                       |
|                   |                |      | |                                 |